# لجنة الصناعة والطاقة والثروات الطبيعية والبنية الأساسية والبيئة (تونس)
لجنة الصناعة والطاقة والثروات الطبيعية والبنية الأساسية والبيئة هي إحدى اللجان القارة التسعة لمجلس نواب الشعب التونسي.

منذ 27 فبراير 2015 (المجلس الأول) يترأس هذه اللجنة عامر العريض.

## المهام
تختص لجنة الصناعة والطاقة والثروات الطبيعية والبنية الأساسية والبيئة بالنظر في المشاريع والمقترحات والمسائل المتعلقة ب:
- الصناعة والطاقة والمناجم.
- الثروات الطبيعية.
- التجهيز والإسكان.
- التّهيئة الترابية.
- التكنولوجيات الحديثة.
- البيئة.

## رؤساء اللجنة
| الرئيس                                          | الكتلة | الكتلة             | العهدة         | العهدة        | الهيئة التشريعية               |
| ----------------------------------------------- | ------ | ------------------ | -------------- | ------------- | ------------------------------ |
| محمد شفيق زرقين لجنة الطاقة والقطاعات الإنتاجية |        | التحالف الديمقراطي | 13 فبراير 2012 | 2 ديسمبر 2014 | المجلس الوطني التأسيسي التونسي |
| جلال بوزيد لجنة البنية الأساسية والبيئة         |        | التكتل             | 13 فبراير 2012 | 2 ديسمبر 2014 | المجلس الوطني التأسيسي التونسي |
| عامر العريض                                     |        | حركة النهضة        | 27 فبراير 2015 | الآن          | مجلس نواب الشعب التونسي الأول  |

## مكتب اللجنة

### 2011 - 2014
تتكون لجنة الطاقة والقطاعات الإنتاجية من 18 عضو، ولجنة البنية الأساسية والبيئة من 21 عضو.
| المنصب          | الاسم            | الكتلة | الكتلة             | الدائرة الانتخابية             |
| --------------- | ---------------- | ------ | ------------------ | ------------------------------ |
| الرئيس          | محمد شفيق زرقين  |        | التحالف الديمقراطي | توزر                           |
| نائب الرئيس     | كمال بن عمارة    |        | حركة النهضة        | الدول العربية وبقية دول العالم |
| المقرر          | عبد العزيز القطي |        | غير المنتمين       | أريانة                         |
| مقرر مساعد أول  | النفطي المحظي    |        | حركة النهضة        | مدنين                          |
| مقرر مساعد ثاني | محمد العلوش      |        | غير المنتمين       | بنزرت                          |

| المنصب          | الاسم        | الكتلة | الكتلة              | الدائرة الانتخابية |
| --------------- | ------------ | ------ | ------------------- | ------------------ |
| الرئيس          | جلال بوزيد   |        | التكتل              | صفاقس الثانية      |
| نائب الرئيس     | سعد بوعيش    |        | الانتقال الديمقراطي | تطاوين             |
| المقرر          | سلمى صرصوط   |        | حركة النهضة         | بن عروس            |
| مقرر مساعد أول  | فايزة كدوسي  |        | غير المنتمين        | سيدي بوزيد         |
| مقرر مساعد ثاني | آسيا النفاتي |        | حركة النهضة         | بنزرت              |

### 2014 - حاليا
تتكون هذه اللجنة من 22 عضوا.
| المنصب          | الاسم            | الكتلة | الكتلة              | الدائرة الانتخابية |
| --------------- | ---------------- | ------ | ------------------- | ------------------ |
| الرئيس          | عامر العريض      |        | حركة النهضة         | مدنين              |
| نائب الرئيس     | عبد العزيز القطي |        | نداء تونس           | أريانة             |
| المقرر          | الطيب المدني     |        | نداء تونس           | تطاوين             |
| مقرر مساعد أول  | جميلة الجويني    |        | حركة النهضة         | تطاوين             |
| مقرر مساعد ثاني | درة يعقوبي       |        | الاتحاد الوطني الحر | جندوبة             |

| المنصب          | الاسم          | الكتلة | الكتلة              | الدائرة الانتخابية |
| --------------- | -------------- | ------ | ------------------- | ------------------ |
| الرئيس          | عامر العريض    |        | حركة النهضة         | مدنين              |
| نائب الرئيس     | المنصف السلامي |        | نداء تونس           | صفاقس الثانية      |
| المقرر          | الطيب المدني   |        | نداء تونس           | تطاوين             |
| مقرر مساعد أول  | جميلة الجويني  |        | حركة النهضة         | تطاوين             |
| مقرر مساعد ثاني | درة يعقوبي     |        | الاتحاد الوطني الحر | جندوبة             |

## روابط خارجية
- صفحة اللجنة على الموقع الرسمي لمجلس نواب الشعب.
- صفحة اللجنة لمجلس نواب الشعب على موقع مرصد التابع لمنظمة البوصلة.
- صفحة لجنة الطاقة والقطاعات الإنتاجية للمجلس التأسيسي على موقع مرصد التابع لمنظمة البوصلة.
- صفحة لجنة البنية الأساسية والبيئة للمجلس التأسيسي على موقع مرصد التابع لمنظمة البوصلة.